# Arroyofresno
Arroyofresno – stacja linii 7 metra w Madrycie. Znajduje się w strefie biletowej A.
Powstała w ramach rozbudowy linii 7 od stacji Valdezarza do Pitis. Została ukończona w 1999 roku pod nazwą roboczą Arroyo del Fresno, ale pozostawała nieczynna dla pasażerów przez wiele lat ze względu na brak infrastruktury w okolicy. Gdy w pobliżu powstały nowe inwestycje, została oficjalnie otwarta dla pasażerów 23 marca 2019.